# The China Syndrome
The China Syndrome (vertaald: het Chinasyndroom) is een Amerikaanse thriller uit 1979. Acteurs in de film zijn Jane Fonda, Jack Lemmon, Michael Douglas, Scott Brady, James Hampton , Peter Donat, Richard Herd, en Wilford Brimley.
De film is geschreven door Mike Gray, T.S. Cook en James Bridges, en geregisseerd door James Bridges.
De film kreeg een nominatie voor Academy Awards voor "beste mannelijke hoofdrol" voor de rol van Jack Lemmon, "beste vrouwelijke hoofdrol" voor de rol van Jane Fonda, beste artdirection voor George Jenkins en een nominatie voor beste originele scenario. Ook is de film genomineerd voor de Gouden Palm op het Filmfestival van Cannes in 1979. Jack Lemmon won de titel "beste acteur" voor zijn rol. Het scenario won in 1980 een Writers Guild of America Award.
In de film wordt het verhaal verteld van een verslaggever en een cameraman, die ontdekken dat een kerncentrale veiligheidsproblemen achterhoudt. De titel refereert aan het geval waarin een kernsmelting optreedt in een kerncentrale. Wanneer dit gebeurt zou de kern door de aarde kunnen smelten totdat hij China bereikt.

## Verhaal
Terwijl tv-verslaggever Kimberly Wells (Jane Fonda) een bezoek brengt aan een kerncentrale, is ze er getuige van dat de centrale een noodstop ("SCRAM") moet maken. Het ploeghoofd Jack Godell (Jack Lemmon) merkt ongebruikelijke trillingen op. Hij ontdekt dat een van de meters in de controlekamer niet werkt. Het koelwater kon hierdoor een gevaarlijk lage waarde bereiken zonder dat dit werd opgemerkt. De technici weten de reactor echter onder controle te houden.
Het incident wordt heimelijk gefilmd door Richard Adams (Michael Douglas), de cameraman van Kimberly Wells, hoewel hem was gevraagd zijn camera uit te zetten. Wanneer hij de film aan experts laat zien, realiseert hij zich dat zich bijna een "Chinasyndroom" heeft voorgedaan.
Ploeghoofd Jack Godell ontdekt intussen dat röntgenfoto's van lassen in de kerncentrale zijn vervalst. Hij is ervan overtuigd dat de centrale onveilig is en er een ongeluk zou kunnen gebeuren wanneer een tweede noodstop gemaakt zou moeten worden. Hij probeert bewijsmateriaal onder de aandacht van de media te brengen, maar wordt opgejaagd door beveiligers van het bedrijf dat de centrale heeft gebouwd en besluit zich te verschuilen in de kerncentrale. Daar aangekomen ontdekt hij tot zijn verschrikking dat de centrale op vol vermogen is gebracht. Hij ontfutselt een beveiliger diens revolver, maant iedereen de controleruimte te verlaten, en eist om live geïnterviewd te worden op televisie. Omdat hij dreigt het reactorgebouw radioactief te besmetten moet de directie van de centrale hier wel in toestemmen.
Technici veroorzaken vervolgens opzettelijk een noodstop van de centrale zodat een inmiddels gearriveerd SWAT-team de controleruimte kan ingaan. De televisiekabel wordt doorgesneden en Godell wordt neergeschoten door de politie. Terwijl hij sterft voelt hij echter opnieuw de ongewoon sterke trilling van de centrale. De noodstop kan maar net onder bedwang gehouden worden en alleen dankzij het automatische systeem van de centrale. Zoals Godell had voorspeld ondervindt de centrale hevige schade door de noodstop.
Een woordvoerder van de electriciteitsmaatschappij probeert Godell af te schilderen als labiel, dronken en onder invloed, maar Jack Godells vriend en collega Ted Spindler (Wilford Brimley) is ervan overtuigd dat Jack Goddel niet zulke drastische stappen had ondernomen wanneer zijn verhaal niet zou kloppen. De film eindigt als het signaal van de camera op locatie wegvalt en een storingsscherm verschijnt.

## Rolverdeling
| Acteur          | Personage      |
| --------------- | -------------- |
| Jane Fonda      | Kimberly Wells |
| Jack Lemmon     | Jack Godell    |
| Michael Douglas | Richard Adams  |
| Scott Brady     | Herman DeYoung |
| James Hampton   | Bill Gibson    |
| Peter Donat     | Don Jacovich   |
| Wilford Brimley | Ted Spindler   |
| Richard Herd    | Evan McCormack |
| Daniel Valdez   | Hector Salas   |
| Stan Bohrman    | Pete Martin    |
| James Karen     | Mac Churchill  |

## Ontvangst
De film is uitgebracht op 16 maart 1979, 12 dagen voor het nucleaire ongeluk met de Kerncentrale Three Mile Island in Pennsylvania. In de film zegt een wetenschapper dat het Chinasyndroom een oppervlakte ter grootte van Pennsylvania permanent onleefbaar zou kunnen maken. Hoewel in sommige recensies wordt gesteld dat deze samenloop van omstandigheden de verkoop van de film heeft geholpen, heeft de studio geprobeerd het ongeluk niet te exploiteren. Zo heeft de studio de film uit enkele bioscopen teruggetrokken.